# Alfons Schlögl
Alfons Schlögl (* 10. März 1886 in Sellrain; † 28. Dezember 1926 in Telfs) war ein österreichischer Komponist, Organist und Musikpädagoge.

## Leben und Werk
Alfons Schlögl absolvierte die Lehrerbildungsanstalt in Innsbruck. 1909 und 1910 legte er dort seine Staatsprüfungen in Gesang und Orgel ab. Von 1911 bis 1913 besuchte er die kirchenmusikalische Abteilung der Akademie für Musik und darstellende Kunst Wien.
Von 1916 bis 1926 wirkte er als Professor an der Lehrerbildungsanstalt in Salzburg. 1920 wirkte er kurzzeitig als Domkapellmeister und Organist in Salzburg.
Schlögl galt als herausragender Kontrapunktiker. Seinen Kompositionsstil nannte er „Neupalästrinismus“. Er stand dem Cäcilianismus nahe. Sein Hauptwerk sind die Proprien für das gesamte Kirchenjahr. Er schrieb weiterhin sieben Messen, Gesänge für die Karwoche, ein mehrchöriges Te Deum, das Oratorium Kain, Motetten und Lieder. Er trat als Herausgeber für ältere Kirchenmusik auf.
Für das Tiroler Volksliedarchiv (Tiroler Landesmuseen) in Innsbruck hat Schlögl in den Jahren 1907 bis 1912 in großem Ausmaß Lieder im Bezirk Landeck und in Innsbruck gesammelt (Inv.Nr. 23).